# CBGB
CBGB-OMFUG — музыкальный клуб, существовавший с 1973 по 2006 годы в городском округе Нью-Йорка — Манхэттен, США.

Энди Уорхол перед клубом CBGB

Название клуба расшифровывается как Country, Bluegrass, Blues, and Other Music for Uplifting Gourmandizers, но клуб, вопреки желанию основателя клуба Хилли Кристала (Hilly Kristal), стал известен не столько исполнением кантри или блюграсса, сколько как место, где зародились панк-рок и нью-вейв. Завсегдатаями клуба были заметные фигуры из мира искусства (Энди Уорхол, Малькольм Макларен, Уильям Берроуз) и андеграундные музыканты, которых сегодня принято относить к прото-панку, панк-року, а также пост-панку и новой волне.

Хилли Кристал — владелец и основатель клуба CBGB

За историю существования клуба там выступили более сотни групп и музыкантов мирового уровня. В их числе Патти Смит, Television, Ричард Хэлл, The Cramps, The Voidoids, Blondie, The Ramones, Talking Heads, AC/DC, Agnostic Front, Элвис Костелло, Dead Boys, The Damned, The Dictators, The Jam, The Police, Sham 69, Guns N' Roses, KoRn, The Stooges и многие другие.
Крохотный клуб, просуществовавший 33 года и открывший дорогу многим музыкантам, был закрыт в октябре 2006 года из-за конфликта с владельцем здания. Последней в легендарном клубе выступила известная поэтесса и рок-музыкант Патти Смит 15 октября 2006 года.

## О названии
Из интервью Ричарда Хэлла (группа «Television»):

Хилли спросил: «А что за музыку вы играете?»

Мы сказали: «Ну, а что значит „CBGB-OMFUG“?»

Он сказал: «Country, Bluegrass, Blues, and Other Music for Uplifting Gourmandizers».

А мы сказали: «Мы играем всего понемножку, немножко рока, немножко кантри, немножко блюза, немножко блюграсса…»

Хилли сказал: «О, отлично, ну давай…»

Хилли хотелось устроить все в стиле авторесторана. Он собирался сделать сцену у входа, чтобы люди с улицы могли слышать музыку. Мы сказали: «Хилли, ни черта не получится. Во-первых, тот, кто будет собирать деньги у входа, не будет слышать, что ему говорят; во-вторых, выходящие будут мельтешить прямо перед группой; и в-третьих, на тебя будут жаловаться с улицы».

Это хороший пример дурацких идей, которые бродили в голове Хилли с самого начала. В конце концов от нашего имени с ним повёл переговоры Терри Орк и пообещал ему, что народ пойдёт. Он сказал: «Смотри, это надо нам, так что мы сами сделаем афиши, дадим рекламу в Voice, мы гарантируем тебе бар».

Так что Хилли пустил нас на три воскресенья подряд.

## CBGB в литературе
Эдуард Лимонов написал в 1978 году рассказ «Первый панк», где был описан клуб CBGB, в котором писатель впервые появился. Также в рассказе упоминаются известные на тот момент панк-исполнители и приехавшие выступать в клуб поэты, в том числе и русские, в частности, Андрей Вознесенский. Рассказ был опубликован в сборнике «Обыкновенные инциденты», вышедшем в 1987 году. Также CBGB неоднократно упоминался в другой книге Лимонова «Дети гламурного рая».
- В книге «Прошу, убей меня» бывшие участники группы Television Ричард Ллойд и Ричард Хэлл рассказали о первых выступлениях группы в «CBGB» и знакомстве с Хилли Кристаллом. Также клуб упоминается участниками групп Ramones, Dead Boys, Richard Hell and the Voidoids, Blondie, Patti Smith Group и многими другими.